# Scuola di Pistoia
Con il termine Scuola di Pistoia (coniato nel 1966 dal critico Cesare Vivaldi sulle pagine della rivista Collage) si indicano tradizionalmente tre-quattro artisti attivi nel capoluogo toscano tra il 1964 e il 1969: Roberto Barni (Pistoia, 30 settembre 1939), Umberto Buscioni (Pistoia, 13 luglio 1931 – Pistoia, 6 maggio 2019) e Gianni Ruffi (Firenze, 15 febbraio del 1938), cui spesso si aggiunge il nome dell'architetto Adolfo Natalini (Pistoia, 10 maggio 1941 – Firenze, 23 gennaio 2020).
Pur traendo ispirazione dal territorio comune della Pop Art, le strade dei quattro si allontanano presto dagli stereotipi e le une dalle altre; Barni prosegue con ironia terminale nella ricerca sull'uomo e sulla bestia. Buscioni si lascia guidare dai colori e dalla composizione del Pontormo verso una nuova interpretazione del quotidiano; Ruffi sceglie un percorso poetico e stralunato, costruito spesso su giochi di parole e doppi sensi.